# Marie Clément Gaston Gautier
Marie Clément Gaston Gautier (10 de abril de 1841, Narbonne - 7 de octubre de 1911, París) fue un botánico, pteridólogo francés.

## Biografía
Durante el curso de su vida, Gautier construyó un herbario general a través de sus propias recolecciones, por compra, y por intercambio. Fue la base del herbario sus dos obras más conocidas: Catálogo razonado de la flora de los Pirineos Orientales, publicado en 1898, y el Catálogo de la flora de Corbières, publicado póstumamente en 1912.
Gautier fue un botánico líder en Narbona y realizó numerosos viajes de campo, siempre con asistencia de maestros y de novatos. Fue un excursionista infatigable, solo o en compañía, en las cercanías de Narbona, en Pardailhan, en Corbières, y en los Pirineos.
Además de su interés botánico, Gautier fue un agrónomo en la finca de la familia en Gran Craboules, desde sus veinticuatro años. Como agricultor, fue un pionero en la búsqueda de prácticas para drenar pantanos, recuperación de tierras áridas, y en la aplicación de métodos modernos para la viticultura.

## Honores
Fue miembro de varias sociedades profesionales agrarias, así como las sociedades botánicas, y recibió varios premios agrícolas y premios.

### Epónimos
- Género de plantas Gautiera Raf.[1] de la familia de las ericáceas.

- La abreviatura «Gaut.» se emplea para indicar a Marie Clément Gaston Gautier como autoridad en la descripción y clasificación científica de los vegetales.[2]